# شهرستان دولون‌نور
شهرستان دولون‌نور (به مغولی: ᠳᠣᠯᠣᠨᠨᠤᠤᠷ ᠰᠢᠶᠠᠨ، به لاتین: Dolonnuur siyan، معادل سیریلیک: Долнуур шянь) و یا شهرستان دوولون (به چینی: 多伦县، به پین‌یین: Duōlún Xiàn) یک شهرستان در چین است که در آیماق شیلین‌گول واقع شده‌است. شهرستان دولون‌نور ۳٬۸۷۶ کیلومتر مربع مساحت دارد.